# Schloss Neuhaus an der Donau

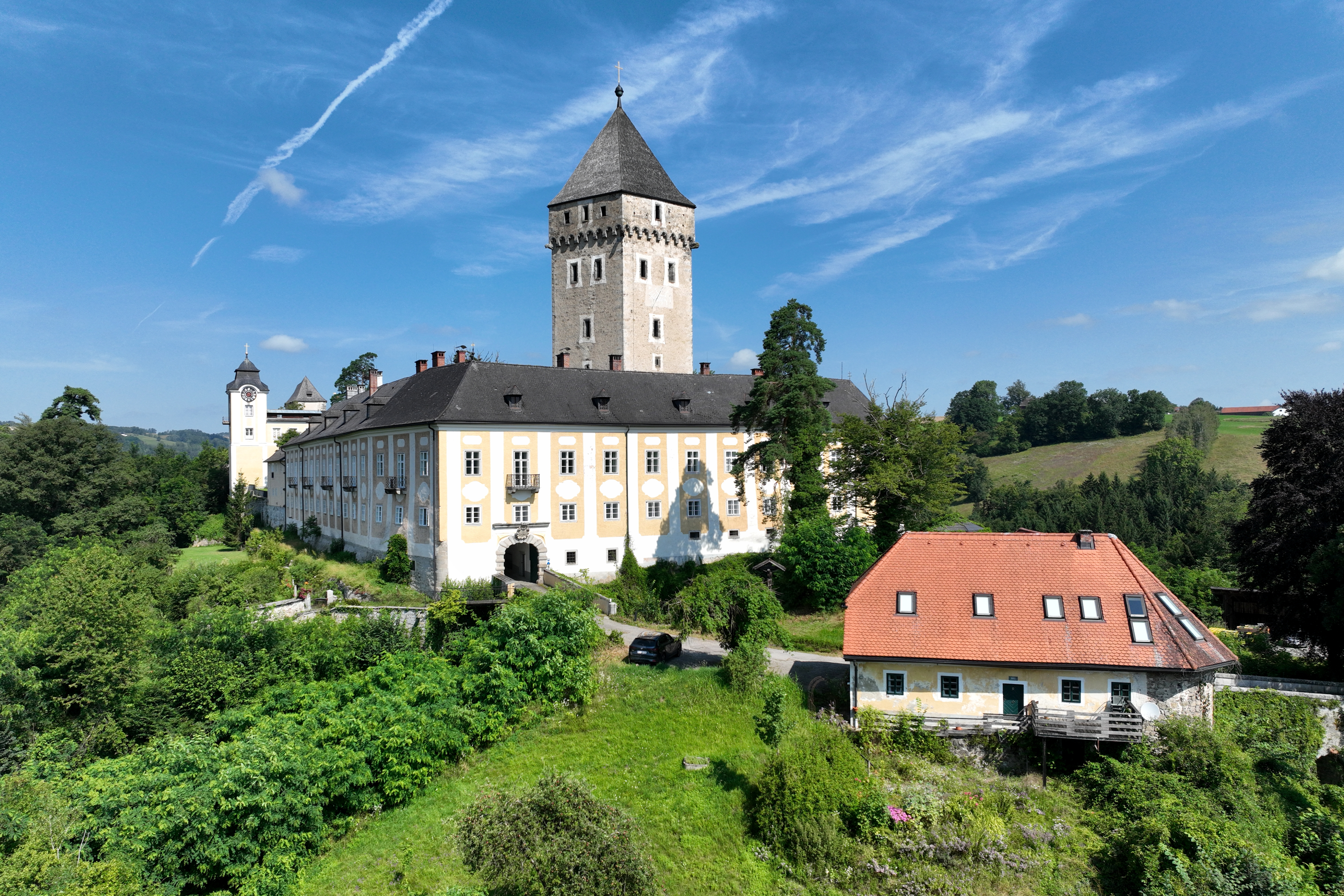
Südostansicht der Burg

Schloss Neuhaus an der Donau, auch Feste Neuhaus oder Schloss Neuhaus im Mühlviertel genannt, thront oberhalb des Ortes Untermühl (Gemeinde Sankt Martin im Mühlkreis) an der Einmündung der Großen Mühl in die Donau, zwischen der Schlögener Schlinge und der Marktgemeinde Aschach an der Donau.
Die Anlage ist in Privatbesitz und ständig bewohnt. Sie wurde 2007 renoviert.

## Geschichte

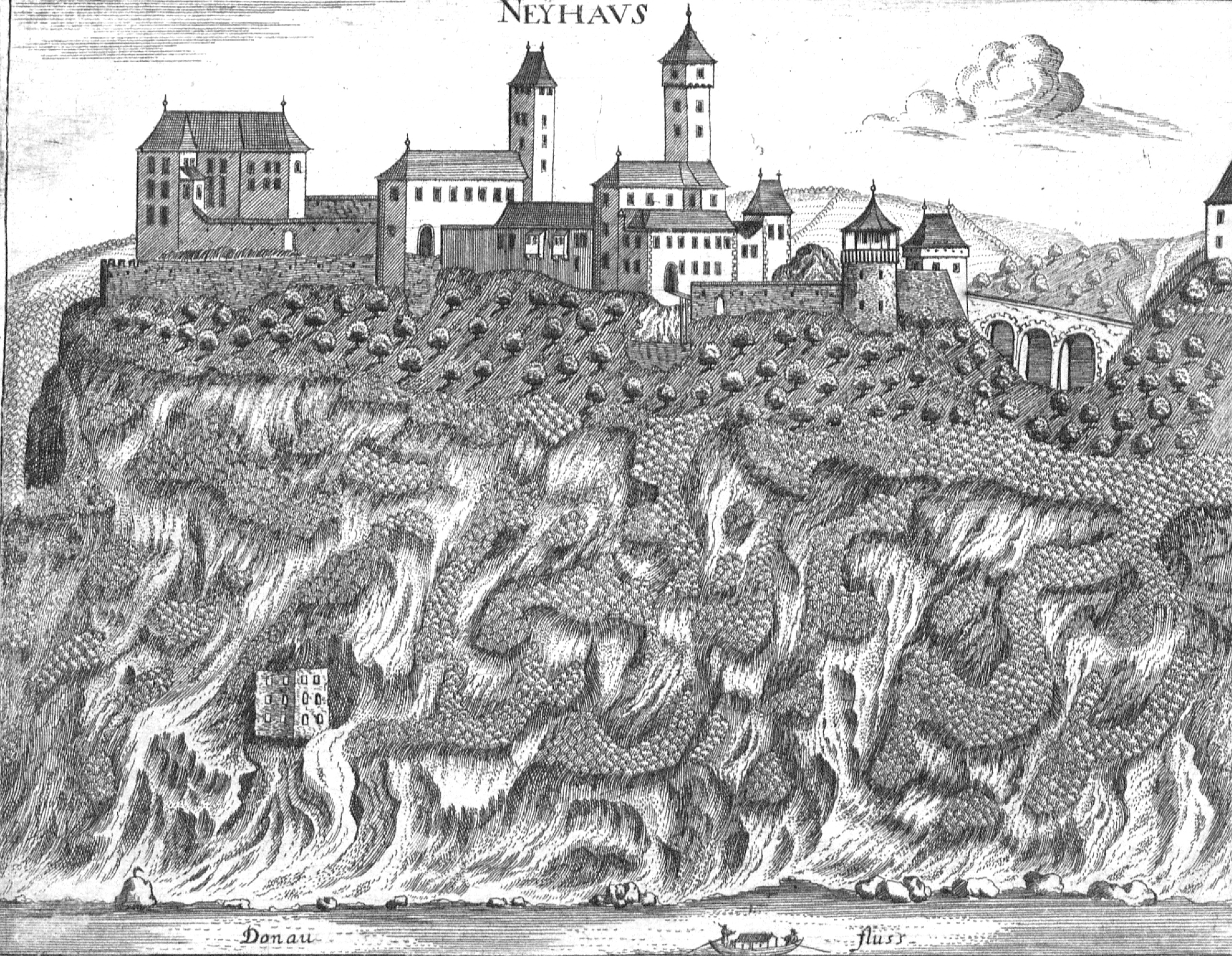
Neuhaus auf einem Stich von Georg Matthäus Vischer, 1674

Über die Entstehungszeit der damaligen Burg Neuhaus gehen die Meinungen der Historiker auseinander. Sie wird ins 12. oder (wahrscheinlicher) 13. Jahrhundert datiert. Im 12. Jahrhundert dürfte nur ein festes Haus existiert haben, das den Bischöfen von Passau als Stützpunkt für die Falkenjagd diente. An diese Tätigkeit erinnern auch noch die Namen der beiden Streusiedlungen Falkenberg und Falkenbach, die durch den gleichnamigen Bach getrennt werden.
Der älteste Bauteil befindet sich im hinteren, nordöstlichen Abschnitt der Anlage und reichte bis zu der Stelle, wo heute der Quertrakt mit dem Uhrturm steht. In einem zweiten Bauabschnitt entstand im 14. Jahrhundert der fünfeckige Turm mit davorliegender Schildmauer. Im dritten Bauabschnitt während des 16. Jahrhunderts wurde die Anlage um eine Vorburg ergänzt und außerdem die alte Burg aus dem ersten Bauabschnitt umgebaut. In die Schildmauer und die donauseitige Ringmauer wurde ein Wohntrakt eingebaut, damit entstand das heutige Schloss. Bis 1729 wurden die Wehranlagen im Süden und Osten abgetragen und damit der schlossartige Charakter verstärkt.
Vom Lauerturm, der unterhalb der Burg steht, konnte die Donau kontrolliert werden. Von der Burg konnte die Donau von Aschach bis fast zur Donauschleife bei Exlau eingesehen werden (etwa 8 km).
Als Burgherrn traten vor allem die Schaunberger in Erscheinung, denen der Schutz der Donauschifffahrt übertragen wurde. In der Schaunberger Fehde, einem Machtkampf zwischen den Schaunbergern und dem österreichischen Herzog Albrecht III., wurde die Burg Neuhaus 1381, 1386 und 1389 erfolgreich gegen die herzoglichen Truppen verteidigt. Trotz der militärischen Erfolge unterlagen die Schaunberger letztendlich bei dieser Auseinandersetzung und mussten Albrecht III. als Lehnsherrn anerkennen.
1481 eroberte Herzog Georg der Reiche von Bayern-Landshut die Burg. Dieser starb 1503 ohne männlichen Erben. Nach dem Ende des darauf ausgebrochenen Landshuter Erbfolgekriegs beanspruchte Kaiser Maximilian I. neben anderen auch die Burg Neuhaus als Kriegsentschädigung. In der Folge wurde die Burg mehrmals verpfändet, ab 1537 an die Sprinzensteiner. 1565 erhalten die Sprinzensteiner die Burg als Lehen, 1591 als freies Eigentum. 1729 kommt das nunmehrige Schloss durch Heirat an die Grafen von Thurn und Taxis. 1868 kauft Eduard Planck von Planckenburg das Schloss. 1920 gelangte es durch Heirat an die heutige Besitzerfamilie Plappart (von Leenheer).

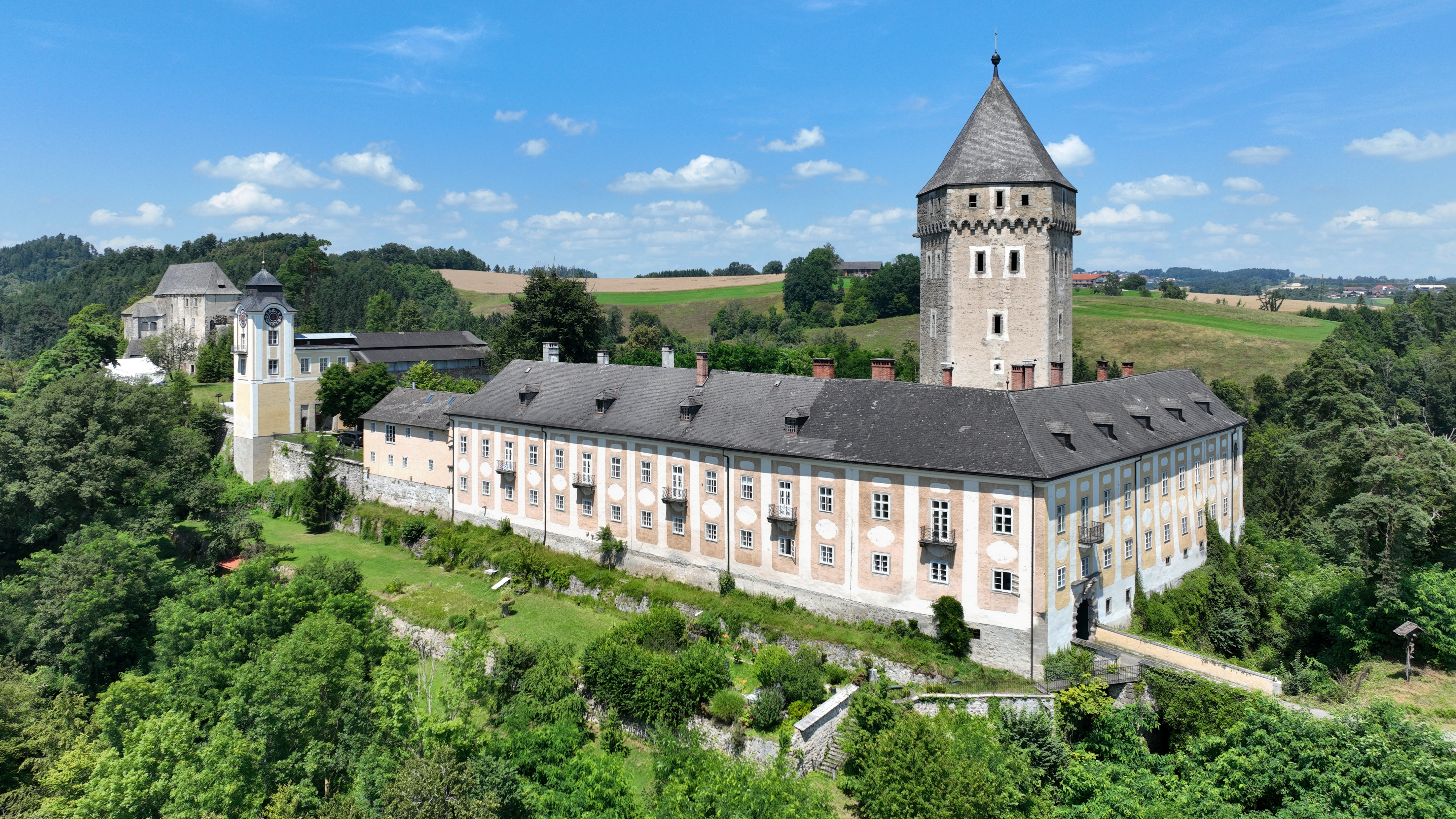
Südansicht
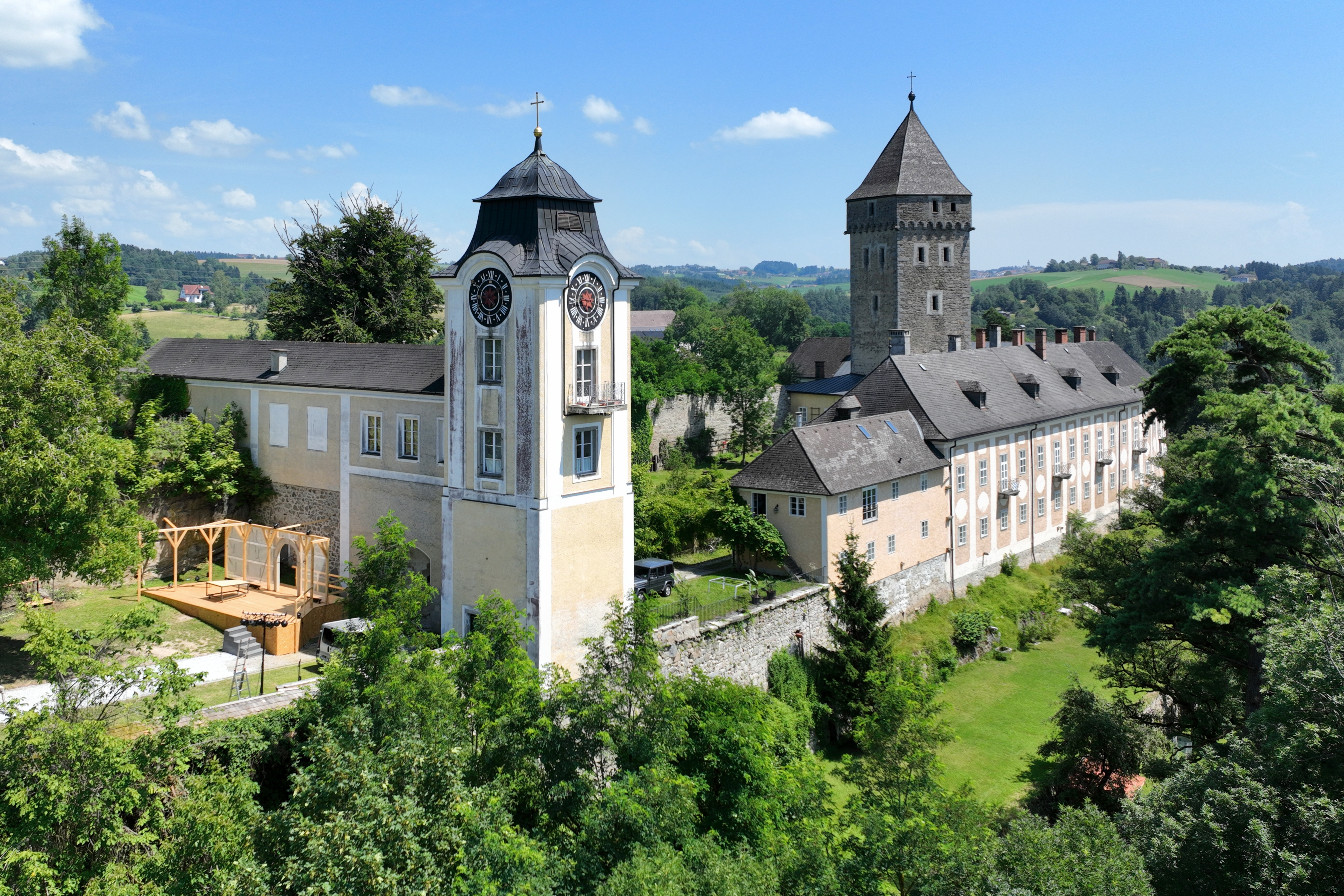
Westansicht
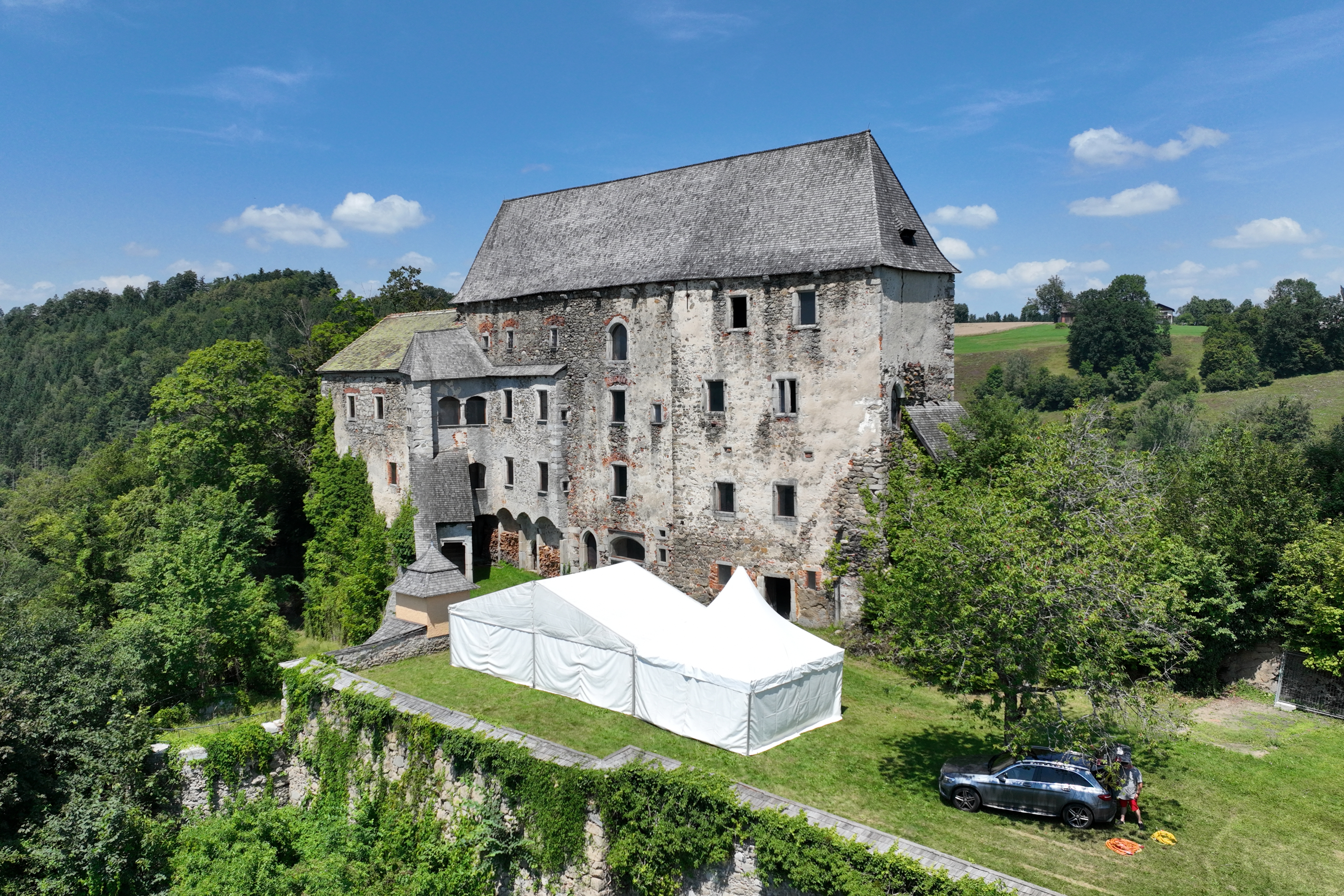
Altes Schloss